# أندريا ماركوني
أندريا ماركوني (بالإيطالية: Andrea Marconi)‏ (24 مايو 1985 بميلانو في إيطاليا - ) هو لاعب كرة قدم إيطالي في مركز الوسط. لعب مع نادي برو فيرتشيلي ونادي فينيزيا ونادي كومو ويو أس بركوليتزه 1932.